# Grégory Carraz
Grégory Carraz (Bourgoin-Jallieu, 9 aprile 1975) è un ex tennista francese.

## Carriera
Ottenne il suo best ranking in singolare il 1º marzo 2004 con la 54ª posizione, mentre nel doppio divenne il 13 settembre 2004, il 122º del ranking ATP.
Il miglior risultato in carriera fu raggiunto in doppio nel 2004; in quell'occasione, in coppia con il connazionale Nicolas Mahut, raggiunse la finale dell'Hall of Fame Tennis Championships, ma venne sconfitto dalla coppia formata dall'australiano Jordan Kerr e dallo statunitense Jim Thomas con il punteggio di 3-6, 7-65, 3-6. Negli US Open 2003 raggiunse il terzo turno superando prima il britannico Greg Rusedski e successivamente il connazionale Arnaud Clément, prima di venir battuto dall'argentino Guillermo Coria in tre set.
Nel circuito ATP Challenger Tour vinse due tornei in singolare e cinque in doppio, mentre nell'ITF Men's Circuit vinse cinque tornei in singolare e uno in doppio.

## Statistiche

### Tornei ATP

#### Doppio

##### Sconfitte in finale (1)
| Legenda singolare                    |
| Grande Slam (0)                      |
| ATP World Tour Finals (0)            |
| ATP Super 9 / ATP Masters Series (0) |
| ATP International Series Gold (0)    |
| ATP International Series (1)         |

| Numero | Data          | Torneo                                     | Superficie | Compagno      | Avversari in finale    | Punteggio      |
| 1.     | 5 luglio 2004 | Hall of Fame Tennis Championships, Newport | Erba       | Nicolas Mahut | Jordan Kerr Jim Thomas | 3-6, 7-65, 3-6 |

### Tornei minori

#### Singolare

##### Vittorie (7)
| Legenda tornei minori |
| Challenger (2)        |
| Futures (5)           |

| Numero | Data              | Torneo                                                        | Superficie      | Avversario in finale | Punteggio      |
| 1.     | 22 aprile 1998    | AEGON Pro Series Bournemouth, Bournemouth                     | Terra rossa     | Kalle Flygt          | 6-3, 6-0       |
| 2.     | 15 gennaio 2001   | Open Espace Anjou, Angers                                     | Terra rossa (i) | Relja Dulić Fišer    | 6-2, 6-1       |
| 3.     | 29 ottobre 2001   | Internationaux de Tennis Grand Rodez Aveyron, Rodez           | Cemento (i)     | Julien Couly         | 6-2, 67-7, 6-1 |
| 4.     | 18 marzo 2002     | Internationaux Masculins de Tennis Poitou-Charentes, Poitiers | Cemento (i)     | Marco Chiudinelli    | 7-68, 6-2      |
| 5.     | 21 aprile 2003    | Bangalore Challenger, Bangalore                               | Cemento         | Gilles Elseneer      | 6-4, 7-64      |
| 6.     | 23 giugno 2003    | Andorra Challenger, Andorra                                   | Cemento         | Wang Yeu-tzuoo       | 6-2, 6-3       |
| 7.     | 18 settembre 2006 | ITF Future Ville de Plaisir, Plaisir                          | Cemento (i)     | Jo-Wilfried Tsonga   | 7-67, 6-1      |

#### Doppio

##### Vittorie (6)
| Legenda tornei minori |
| Challenger (5)        |
| Futures (1)           |

| Numero | Data              | Torneo                                         | Superficie    | Compagno            | Avversari in finale                 | Punteggio        |
| 1.     | 28 gennaio 2002   | Lubeck Challenger, Lubecca                     | Sintetico (i) | Nicolas Mahut       | Yves Allegro Denis Golovanov        | 4-6, 7-67, 6-1   |
| 2.     | 21 aprile 2003    | Bangalore Challenger, Bangalore                | Cemento       | Rodolphe Cadart     | Yves Allegro Jean-François Bachelot | 6-4, 6-4         |
| 3.     | 24 aprile 2006    | Open Isla de Lanzarote, Lanzarote              | Cemento       | Jean-Michel Péquery | Benedikt Dorsch Steven Korteling    | 6-3, 7-5         |
| 4.     | 11 settembre 2006 | Open d'Orleans, Orléans                        | Cemento (i)   | Dick Norman         | Jérôme Haehnel Jean-René Lisnard    | 7-66, 6-1        |
| 5.     | 9 ottobre 2006    | Open de Rennes, Rennes                         | Sintetico (i) | Mathieu Montcourt   | Tomasz Bednarek Frank Moser         | 6-3, 3-6, [10-4] |
| 6.     | 12 marzo 2007     | Open International de la Ville de Lille, Lilla | Cemento (i)   | Alexandre Sidorenko | Florin Mergea Brian Wilson          | 64-7, 6-4, 6-3   |